# Manifestations de 2023 au Pakistan
Les manifestations de 2023 au Pakistan sont une série continue de manifestations à travers le Pakistan à partir de mars 2023. Les manifestations étaient dues à la possible arrestation de l'ancien Premier ministre Imran Khan alors que le tribunal de district et de session d'Islamabad avait émis un mandat d'arrêt. Dans le parc Zaman, il y a eu des bombardements intenses, toutes les routes menant au parc Zamen ont été bloquées en raison de ces manifestations,.

## Contexte
L'affaire de référence Toshakhana (en) a été enregistré contre Imran Khan par la Commission électorale du Pakistan mais il est resté constamment à l'écart de l'audience. En conséquence, le tribunal de district et des sessions d'Islamabad a de nouveau émis un mandat d'arrêt et a ordonné à la police de le présenter à la prochaine audience,. D'un autre côté, Imran dit que l'arrestation vise à l'élimination des élections.
L'armée pakistanaise avait soutenu son accession au pouvoir en 2018 puis s'était retournée contre lui, mécontente du rapprochement commercial et diplomatique avec la Chine et la Russie au détriment des États-Unis, alliés traditionnels d'Islamabad et de l'armée pakistanaise.

## Déroulement
Des manifestations ont éclaté le 14 mars à Islamabad, la capitale du Pakistan, à l'appel de l'ancien Premier ministre et président du PTI. La police et les travailleurs du parti se sont affrontés devant sa résidence de Zaman Park à Lahore. La police a également utilisé du gaz et un canon à eau sur des supporters à l'extérieur du parc Zaman et a arrêté des membres du parti. Des bombardements intenses de gaz lacrymogène ont été signalés dans le parc Zaman.
L'arrestation d'Imran Khan le 9 mai conduit à des manifestations spontanées massives : « Les manifestations montrent la très grande diversité sociale, ethnique et de genre, de ses partisans. Des femmes, des classes supérieures et populaires, une foule très déterminée et remontée contre l’armée, mais aussi contre le gouvernement, la justice et même les médias. Imran Khan cristallise les colères, l’angoisse, les frustrations nées de la crise sociale et économique et qui ne peut pas s’exprimer par d’autres canaux, faute de contre-pouvoirs, de corps intermédiaires, de syndicat » souligne Laurent Gayer, chercheur au Centre de recherches internationales (CERI) et spécialiste du Pakistan. La colère soudaine représente sept décennies de frustrations dans une société qui a vu l’armée se mêler constamment des affaires politiques, économiques et même sociétales du pays. La jeunesse pakistanaise est également remontée contre les dynasties politiques qui dominent les partis traditionnels.
Les manifestants ont ciblé en particulier des bâtiments militaires, saccageant la résidence du chef de l’armée à Lahore et tentant de prendre le QG de l’armée à Rawalpindi, Des routes ont aussi été bloquées. Les autorités réagissent avec violence : huit personnes ont été tuées selon premier bilan provisoire et plus de 2 000 arrêtées. Les écoles sont fermées, l’accès à Internet restreint ou coupé pour empêcher les manifestants de s’organiser, et les rassemblements publics interdits. Les principaux dirigeants du Pakistan Tehrik-e-Insaf (Mouvement du Pakistan pour la justice, PTI), le parti d’Imran Khan, sont arrêtés, dont d'anciens ministres.
Son arrestation est déclarée illégale par la Cour suprême et un tribunal autorise sa libération sous caution le 12 mai. Le gouvernement, qui conteste la décision de la haute juridiction, s’est dit déterminé à trouver d’autres moyens pour arrêter son adversaire. Le ministre de l’intérieur a prévenu sur une chaîne de télévision : « Nous l’arrêterons à nouveau ! »